# Felip d'Aner i d'Esteve
Felip Aner Benosa des d'Esteue d'Aubèrt (Aubèrt, Vall d'Aran 1781 ? - Portugal 1812 ?) fou un polític aranès. Fou membre de la junta de govern de la Vall d'Aran del 1808, creada per a oposar-se a l'annexió per Napoleó I, i alhora fou també membre des del 1809 de la Junta Superior de Govern del Principat de Catalunya representant la Vall d'Aran.
Fou comissionat prop de les autoritats militars, a Vic, València, i a la Vall d'Aran i la conca de Tremp. També fou nomenat (juntament amb el canonge Jaume Creus i Martí i l'advocat Ramon Hostalrich) redactor de les instruccions de la Junta Superior de Catalunya als diputats presents a les Corts de Cadis el 1810, on els encomanava que demanessin el restaurament de les institucions existents a Catalunya fins al 1714, com a pagament de la lluita aferrissada dels catalans contra les tropes napoleòniques, així com la creació de juntes regionals connectades amb les corts generals. Fou diputat a les corts de Cadis el 1810, on va fer un total de 261 intervencions esdevenint així el diputat català més actiu de la cambra. A nivell ideològic es va mantenir dubitatiu entre el liberalisme i el tradicionalisme, però en tot cas considerava que la prioritat era guanyar la guerra. Defensà també l'ús dels cossos francs en comptes dels militars professionals. És cèlebre la seva frase:
| «                                              | Nadie es capaz de hacer que los catalanes se olviden de que son catalanes | » |
| — Felip d'Aner i d'Esteve, Corts de Càdiz 1811 |                                                                           |   |

En resposta prengué la paraula el diputat extremeny Diego Muñoz Torrero que respongué: estem parlant com si la Nació Espanyola no fos més que regnes i estats diferents. Si vingués un estranger que no ens conegués podria dir que tenim entre nosaltres sis o set nacions diferents. Vers el mes de juny del 1812 marxà a Portugal per a recuperar-se d'una malaltia, i a l'octubre del mateix any es va fer saber la seva mort a Cadis.